# Xoybûn

Vlag van de Xoybûn. Deze werd ook vaak gebruikt voor de Republiek Ararat.

Xoybûn - Ciwata Serxwebuna Kurd, beter bekend als Xoybûn of Khoyboun, was een Koerdisch-nationalistische organisatie die de Araratopstand heeft geleid onder voormalig officier van het Ottomaanse en Turkse leger Ishan Nuri.
De Xoybûn werd op 5 oktober 1927 opgericht door onder anderen Memduh Selim in Groot-Libanon. Andere organisaties, waaronder de Kürdistan Teali Cemiyet, Kürt Teşkilat-ı İçtimaiye Cemiyeti, Kürt Millet Fırkası, Comite de Independence Kurde en Koerdische intellectuelen uit Irak, Iran en Syrië, waren betrokken bij de oprichting van de Xoybûn.